# Львівська медична академія імені Андрея Крупинського
Львівська медична академія імені Андрея Крупинського — вищий навчальний комунальний заклад Львівської обласної ради, розташований на вул. П. Дорошенка, 70 у Львові. Названа на честь Андрея Крупинського.

## Історія
- 1 жовтня 1773 р. — Collegium medicum, пізніше — Імператорсько–королівська школа акушерок у Львові;
- 1919 р.  — Державна акушерська школа у Львові;
- 1944 р. — Львівська фельдшерсько–акушерська школа;
- 1967  р. — Львівське медичне училище;
- 24 березня 1993 р. — Львівський медичний коледж;
- 30 вересня 2015  р. — Львівський інститут медсестринства та лабораторної медицини імені Андрея Крупинського;
- 19 серпня 2019 р. — Львівська медична академія імені Андрея Крупинського.

## Загальні відомості
Провадження освітньої діяльності у ВНКЗ ЛОР «Львівська медична академія імені Андрея Крупинського» здійснюється відповідно до ліцензії Міністерства освіти і науки України, дата отримання 19.12.2019 року № 1015-л, 14.01.2020 року № 14-л.
Науково-педагогічний склад: 58 — викладачів, 48 — асистентів, 15 — доцентів, 2 — професорів. 
У академії на даний час функціонує: 7 кабінетів; 18 лабораторій; 15 навчальних кімнат на базах ЗОЗ. 

## Структура
Академія має 2 факультети та 8 кафедр:
- кафедра акушерських дисциплін;
- кафедра внутрішньої медицини;
- кафедра клінічного медсестринства;
- кафедра лабораторної медицини;
- кафедра фармакології;
- кафедра хірургічних дисциплін та невідкладних станів;
- кафедра фундаментальних дисциплін;
- кафедра соціально-гуманітарних дисциплін;
- кафедра психічного та фізичного здоров'я.

## Напрями підготовки

### Фаховий молодший бакалавр
- Медсестринство, спеціалізація:

1. Сестринська справа;
2. Акушерство;
3. Медико-профілактична справа.

- Технологія медична діагностика та лікування, спеціалізація:

1. Лабораторна діагностика.

- Стоматологія, спеціалізація:

1. Стоматологія ортопедична;
2. Стоматологія.

### Бакалавр
- Медсестринство;
- Технології медичної діагностики та лікування, спеціалізація Лабораторна діагностика;
- Фармація, промислова фармація.

### Магістр
- Медсестринство.